# Hults höjd
Hults höjd är ett bostadsområde i utkanten av Trollhättan nära stadsdelen Skogshöjden. Området avgränsades före 2015 till en småort, för att därefter räknas som en del av tätorten Trollhättan.